# Anisits Ferenc
Anisits Ferenc (Szolnok, 1938. december 23. –) Széchenyi-díjas magyar gépészmérnök, akinek fő kutatási és működési területe a dízelmotorok. A szakmában „dízelpápának” nevezik.

## Élete
1945-ben kezdte meg tanulmányait Szolnokon, majd édesapja munkahelyváltása miatt később Miskolcon és Budapesten folytatta. Az érettségit a fővárosi Vörösmarty Mihály Gimnáziumban tette le 1957-ben, kitűnőre. Ugyanebben az évben, az 1956-os forradalom után tiltott határátlépés közben elfogták, ezért politikailag megbízhatatlan személyként kezelték és ezért folyamatos rendőri zaklatásnak volt kitéve, a bácsalmási fogdát is megjárta.
Fiatal korában az autók és repülés foglalkoztatta, hobbiképpen modellezett, és 18 éves korától nyaranta az 1. Számú Autójavító és Szerelő Vállalatnál dolgozott. Eleinte motoralkatrészek mosását bízták rá, aztán teherautókat szedhetett szét, majd komolyabb szerelési munkát kapott. Járművezetői tanfolyamra járt, s autós érdeklődése megerősödött. A budapesti Műszaki Egyetemen mezőgazdasági gépész szakon végzett 1962-ben, és a Malomépítő és Gépgyártó Vállalatnál helyezkedett el, majd 1964-ben Szolnokon, a megyei tervezőirodában épületgépészként kapott munkát. A rendőrség azonban politikai múltja miatt egyre többet zaklatta, ezért úgy döntött, hogy elhagyja az országot: a Német Szövetségi Köztársaságban lelt új otthonra.
1965 októberében az MAN cégnél, hajómotorok fejlesztési és kutatóosztályán alkalmazták- Rudolf Diesel egykori kísérleti padján dolgozott. A számítástechnika ekkortájt kezdett rohamosan fejlődni, s az e területen való jártasság megszerzése mellett a nyelv elsajátítása is óriási fontossággal bírt. Az ifjú szakember fél év múlva folyékonyan beszélt németül. 1967-ben az M.A.N kutatónapokon előadást tartott, s megjelentek az első, komputerszimulációkat tartalmazó cikkei. A gyakorlatban a dízel technológia minden szakágát tanulmányozta (égés, feltöltés, akusztika, befecskendezés, stb.) 1969-ben tudományos értekezést jelentetett meg, majd 1970-ben osztályvezetővé léptették elő. 1973-ban  a braunschweigi műszaki egyetemen kitűnő minősítéssel doktorált, és időközben beutazta egész Európát, s állást váltott: a svájci Sauer céghez került Ardona, ahol teherautók, autóbuszok és Fiat gépkocsik dízelmotorjainak tervezésében vett részt. Néhány éven belül fejlesztési vezetővé nevezték ki, s cégjegyzői meghatalmazással ruházták fel, a svájci egyetemen pedig az akkor még ismeretlen, ma már általánosan használt közös-nyomócsöves befecskendezéssel kísérletezett.  Később három évet töltött a mannheimi MWM társaságnál, ahol az ipari és traktormotorok fejlesztésében végzett munkájáért a Carl Benz Érdemrenddel tüntették ki.
Pályafutásának legizgalmasabb időszaka 1981-ben, a BMW-nél kezdődött, a steyri motorfejlesztő központban 19 évet töltött el. Munkájának köszönhetően a cég elérte, hogy az 1988-as nürburgringi 24 órás versenyen BMW gázolajüzemű autó győzött, illetve elkészült a világ első nyolchengeres közvetlen befecskendezésű dízelhajtóműve. Dr. Anisits Ferenc érdemei közé tartoznak tudományos értekezései, az általa kidolgozott, a körfolyamat-számításban világszerte ma is használt egyenletek, a 2,5 milliós volumenű gyártás megért 15-féle hajtómű, továbbá a "motor-Oscar" elnyerése 1999-ben és 2000-ben. Az elektronikus dízelszabályozás nagy sorozatban történt bevezetéséért 1995-ben megkapta az Ernst-Blickle nemzetközi innovációs díjat, illetve a felső ausztriai kormány és Steyr városa is kitüntette. A jelenleg futó 3-as BMW magyarországi bemutatásakor Dr. Anisits Ferenc képviselte a BMW Rt-t. Az 1999 óta nyugdíjas éveiben járó konstruktőr a Magyar Tudományos Akadémián ünnepelte a 60. születésnapját. 2001. szeptember 1-jén Szolnok város díszpolgári címmel ismerte el érdemeit. 2014-ben pedig a Magyar Érdemrend tisztikeresztje kitüntetésben részesült. 2023-ban Széchenyi-díjat kapott.